# 1597

## Събития
- Написана е първата опера – „Дафне“ от Джакопо Пери

## Починали
- 20 юни – Вилем Баренц, нидерландски мореплавател
- 6 ноември – Каталина-Микаела Испанска, херцогиня на Савоя
- 18 декември – Барбара Бломберг,